# Elsa Einarsson
Elsa Margareta Einarsson (* 27. Juli 1941 in Strömsund) ist eine ehemalige schwedische Eisschnellläuferin.
Einarsson, die für den IFK Strömsund startete, nahm von 1955 bis 1965 an nationalen Rennen teil und trat international erstmals bei der Mehrkampfweltmeisterschaft 1959 in Jekaterinburg in Erscheinung. Dort errang sie den 17. Platz im Mini-Mehrkampf. In der Saison 1959/60 belegte sie bei der Mehrkampfweltmeisterschaft 1960 in Östersund den 13. Platz im Mini-Mehrkampf und im Februar 1960 in Squaw Valley bei ihrer einzigen Teilnahme an Olympischen Winterspielen den 12. Platz über 1000 m, den 11. Rang über 3000 m sowie den neunten Platz über 1500 m. In den folgenden Jahren lief sie bei der Mehrkampfweltmeisterschaft 1961 in Tønsberg erneut auf den 13. Platz und bei der Mehrkampfweltmeisterschaft 1962 in Imatra auf den 12. Rang im Mini-Mehrkampf. Ihre beste Platzierung bei schwedischen Mehrkampfmeisterschaften erreichte sie in den Jahren 1959, 1960 und 1961 mit dem zweiten Platz.

## Persönliche Bestzeiten
| Disziplin | Zeit       | Datum            | Ort          |
| --------- | ---------- | ---------------- | ------------ |
| 500 m     | 47,8 s     | 17. Februar 1962 | Imatra       |
| 1000 m    | 1:38,0 min | 22. Februar 1960 | Squaw Valley |
| 1500 m    | 2:32,9 min | 21. Februar 1960 | Squaw Valley |
| 3000 m    | 5:27,9 min | 4. Februar 1962  | Sel          |